# Grafmonument van Petrus Donders
Het grafmonument van Petrus Donders is een grafmonument in de Sint-Petrus-en-Pauluskathedraal in Paramaribo, Suriname.
Petrus Donders (1809–1887) was een missionaris in Suriname die 27 jaar onder de melaatsen heeft gewerkt. Uit een onderzoek van Jaap van Dissel van het Centrum Infectiebestrijding van het RIVM is evenwel gebleken dat lepra niet de doodsoorzaak van Donders is geweest. Paus Johannes Paulus II verklaarde de missionaris in 1982 zalig.
Een dag na zijn overlijden werd Donders begraven op het kerkhof van leprozerie Batavia aan de Coppename. In 1900 werd hij herbegraven in Paramaribo, achter de Sint-Petrus-en-Pauluskerk. In 1921 kreeg Donders een grafmonument in deze kerk (in 1958 verheven tot kathedraal). 
Bij de restauratie van het interieur van de kathedraal in 2010 werd de graftombe geheel vernieuwd. De huidige tombe is gefinancierd door de Stichting Jacques de Leeuw. Bij de ingebruikname -de overbrenging van de stoffelijke resten- werd het monument door bisschop De Bekker bestrooid met aarde uit Batavia en door pater Esteban Kross bewierookt.
De houten kist is verzegeld en bevindt zich in een sarcofaag van marmer. Eromheen zijn zes houtsnij-reliëfs aangebracht die zijn gemaakt door bewoners van het tehuis voor ex-leprapatiënten in Paramaribo, de Esther Stichting.